# Imitatie (numismatiek)
Een imitatie (Engels: imitation) is een term die gebruikt wordt in de numismatiek.	Het kan betekenen:
- 1. Een privé geslagen munt die eruitziet als een officiële munt, mogelijk een vervalsing of een reclameuiting, soms een token.
- 2. Nabootsing van een populaire munt van een andere muntheer (ongeveer dezelfde vorm als het origineel), replica (precies dezelfde vorm als het origineel).